# Lentivirus
Genre
Lentivirus (du latin lentus « lent ») est un genre de virus de la famille des Retroviridae ayant pour caractéristiques essentielles d'avoir une longue période d'incubation et d'être cytopathogène, c'est-à-dire de tuer les cellules qu'ils infectent.

## Propriétés
Ce sont des virus enveloppés, nécessitant un contact sexuel entre les organismes infectés pour qu'il y ait transmission. De forme sphérique, ils ont un diamètre allant de 80 à 100 nanomètres. Ils sont composés de:
- 60 % de diverses protéines qui forment majoritairement leur structure ;
- 35 % de lipides ;
- 3 % de glucides ;
- 2 % d'acide nucléique constituant le génome. Quatre gènes de structures sont généralement présents dans le génome des lentivirus : gag, pro, pol, env[3].

Les lentivirus infectent principalement les cellules du système immunitaire et ont pour particularité de pouvoir passer la barrière des espèces.

## Sérogroupes
Cinq sérogroupes ont été identifiés, infectant chacun une famille ou sous-famille particulière de mammifères :
- les bovins (VIB) ;
- les équidés (VAIE) ;
- les félins (VIF) ;
- les caprins (AEC et VMV) ;
- les primates (VIH et VIS) :
  - virus de l'immunodéficience humaine, type 1 (VIH-1) ;
  - virus de l'immunodéficience humaine, type 2 (VIH-2).

## Maladies
Du fait qu'ils s'attaquent au système immunitaire, les lentivirus peuvent rendre l'hôte immunodéprimé et permettre en conséquence son infection par des maladies opportunistes. Cet état est appelé syndrome d'immunodéficience acquise ou, plus communément, sida.

## Utilisation comme vecteur dans lagénothérapie
Les lentivirus sont couramment utilisés comme outils de recherche pour l'insertion de gènes dans des cellules in vitro ou dans des modèles animaux.
Les lentivirus présentent certains avantages dans la recherche biologique et médicale. Ils ont la particularité de présenter une faible occurrence ou de pouvoir surmonter les barrières immunitaires chez l'homme. Leur capacité d'intégration efficace dans le génome des cellules hôtes permet de maintenir les effets thérapeutiques à long terme. Les lentivirus offrent une plus grande capacité de transport, facilitant le transfert de cassettes d'expression.
Un exemple d’utilisation de lentivirus est la correction de l’hémophilie A, en rétablissant l’expression du facteur VIII, chez des modèles de souris et de primates.

## Référence biologique
- (en) ICTV : Lentivirus  (consulté le 1er février 2021)